# Noodbriefkaart
Noodbriefkaart is een overheidsdrukwerk uit de jaren van de Tweede Wereldoorlog.
Begin 1945 liet het Militair Gezag een nooduitgifte van een briefkaart drukken bij de firma Van Gestel in Eindhoven, met als zegelbeeld de "vliegende duif" van Chris Lebeau en daaronder de tekst "nooduitgifte". De Nederlandse regering had in Londen wel postzegels laten drukken maar geen briefkaarten. Omdat de drukkerij onvoldoende papier in voorraad had, werd alles gebruikt wat er wél was, zodat veel kleurverschillen in het gebruikte papier voorkomen. 